# Mauvezin-d'Armagnac
 Mauvezin-d'Armagnac  (en occitano Mauvesin d'Armanhac) es una población y comuna francesa, situada en la región de Aquitania, departamento de Landas, en el distrito de Mont-de-Marsan y cantón de Gabarret.

## Demografía
| 153 | 141 | 116 | 98 | 100 | 86 |
| Para los censos de 1962 a 1999 la población legal corresponde a la población sin duplicidades (Fuente: INSEE [Consultar]) |     |     |    |     |    |